# ویکتوریا بریگادنایا
ویکتوریا بریگادنایا (انگلیسی: Viktoriya Brigadnaya؛ زادهٔ ۴ اوت ۱۹۸۰) ورزشکار پرش سه‌گام اهل ترکمنستان است.